# 차가운 찬장
차가운 찬장(Buffet Froid, Cold Cuts)은 프랑스에서 제작된 베르뜨랑 블리에 감독의 1979년 코미디 영화이다. 제라르 드빠르디유 등이 주연으로 출연하였고 알랭 사르드 등이 제작에 참여하였다.

## 출연

### 주연
- 제라르 드빠르디유
- 베르나르 블리에

### 조연
- 장 카르메
- 마코 페린
- 장 벵귀귀
- 캐롤 부케

## 제작진
- 미술: 데오발드 모리스
- 의상: 미셀 세프